# Grasbrunn
Grasbrunn è un comune tedesco di 6 061 abitanti, situato nel Circondario di Monaco di Baviera, nel land della Baviera.

## Geografia fisica
Il territorio comunale comprende i seguenti centri abitati:
- Grasbrunn (capoluogo)  (1401 abitanti)
- Harthausen (931 abitanti)
- Keferloh (15 abitanti)
- Möschenfeld (75 abitanti)
- Neukeferloh  (4407 abitanti)